# 盖平山摩崖石造像
盖平山摩崖石造像，位于山东省烟台市莱州市柞村镇东朱宋村，是中华人民共和国山东省文物保护单位之一。
2006年12月7日，授予山东省文物保护单位，是一座石窟寺及石刻。